# MMORPG
MMORPG (massively multiplayer online role-playing game, на български: масова мултиплейър онлайн ролева игра) е жанр онлайн компютърна ролева игра с голям брой играчи, които контактуват във виртуален свят. В тази игра играчите поемат ролята на измислени герои (често във фентъзи среда) и контролират повечето от техните действия. Типично за всички MMORPG-та е огромният брой играчи, които могат едновременно играят заедно в единствен свят. Този свят е най-често поддържан от самата компания-издател и той продължава да се променя и развива дори в отсъствието на играча.
MMORPG-тата са популярни, като най-нашумелите игри от този жанр – World of Warcraft и Lineage II, Cabal Online, Mu Online, Silk Road, Perfect World, Aion, Guild Wars и др. – имат над 8 милиона играчи от целия свят. В по-общ план, приходите от MMORPG-та са около 1,3 милиарда долара, а до 2008 се очаква печалбите от тези игри да надхвърлят 4 милиарда. Този тип игри са много пристрастяващи.